# Gioco dell'ultimatum

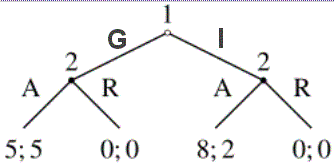
Rappresentazione in forma estesa delle due proposte del gioco dell'ultimatum: il Giocatore 1 offre una proposta giusta (G) o ingiusta (I); il Giocatore 2 può accettare (A) o rifiutare (R).

Il gioco dell'ultimatum è un gioco spesso usato in economia sperimentale in cui due giocatori interagiscono al fine di decidere come dividere una somma di denaro che viene data loro dagli sperimentatori. 
Il primo giocatore sceglie come dividere la somma tra sé e l'altro giocatore. Il secondo giocatore può accettare o rifiutare questa proposta. Se il secondo giocatore rifiuta, nessun giocatore riceve nulla. 
Se il secondo giocatore accetta, il denaro è suddiviso in base alla proposta del primo giocatore. Il gioco viene giocato una volta sola e in modo anonimo, in modo che la possibilità della reciprocazione non divenga rilevante.

## Risultati sperimentali
In molte culture, le persone offrono una "equa" divisione (vale a dire, 50:50), mentre le offerte pari a meno del 20% sono spesso respinte.

## Applicazioni sociologiche
Il gioco dell'ultimatum a ripartizione monetaria è molto importante da una prospettiva sociologica, in quanto illustra la riluttanza umana ad accettare l'ingiustizia e la disuguaglianza sociale.
Alcuni studiosi vedono le implicazioni del gioco dell'ultimatum come profondamente pertinenti al rapporto tra la società e il libero mercato, ad esempio il Prof PJ Hill, (Wheaton College (Illinois)):
Tuttavia, se si considera l'economia di mercato, è riduttivo ricondursi ad un gioco tra due persone, oppure bisogna enfatizzare che il gioco dell'ultimatum si basa sul fatto che i due giocatori sono perfettamente liberi nella scelta. Non è realistico pensare, per esempio, che se al primo giocatore venga dato un pezzo di pane da dividere in due, e il secondo giocatore stia per morire di fame, la giocata premi una divisione equa.